# Ulpiano de Antioquia
Ulpiano (em latim: Ulpianus) foi um retor romano do século IV, ativo durante o reinado do imperador Constâncio II (r. 337–361). Rival de Eusébio, lecionou em Emessa e depois em Antioquia, onde ensinou Proerésio e Heféstio. Talvez possa ser o primeiro professor de Libânio (ca. 330), que foi citado, mas não nomeado, em uma das orações dele. Foi autor de Várias razões (λογους διαφόρους), um estudo (μέλετας), palestras (διαλεξεις) e vários outros tipos, bem como pode ter escrito comentário sobre 18 discursos de Demóstenes, que sobreviveram de forma interpolada, e o pai de Epifânio. Ele foi citado por Evágrio em sua história de Antioquia.